# 格洛里厄斯群岛
11°34′43″S 47°17′54″E / 11.578696°S 47.298359°E
格洛里厄斯群岛（法語：Îles Glorieuses）是莫桑比克海峡北部的一个小群岛，由两个小岛和八块礁石组成，总陆地面积约5平方公里，岛屿地势地平，最高海拔只有12米。目前在法国占领下，但是马达加斯加和科摩罗均对此有领土要求。塞舌尔曾對該島有主權要求。
该群岛于1880年为一位法国人发现，他在群岛上一度设立过椰子和椰枣种植园，1892年，法国政府将其收归己有。目前是无定居人口的無人島，但大荣光岛上有长1300米的飞机跑道與氣象站。

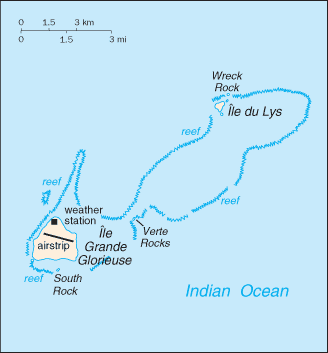
岛礁分布
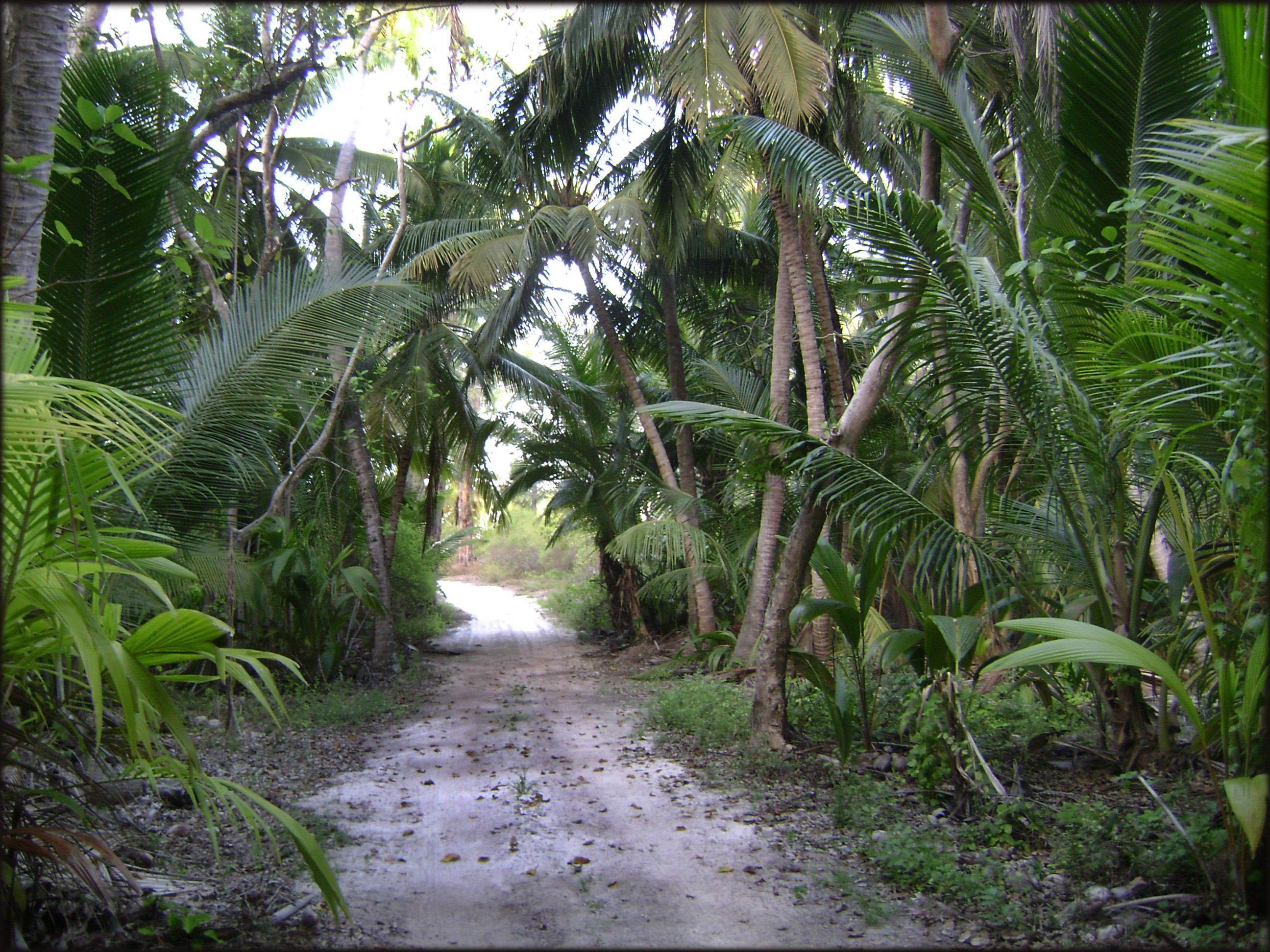
島上的小路
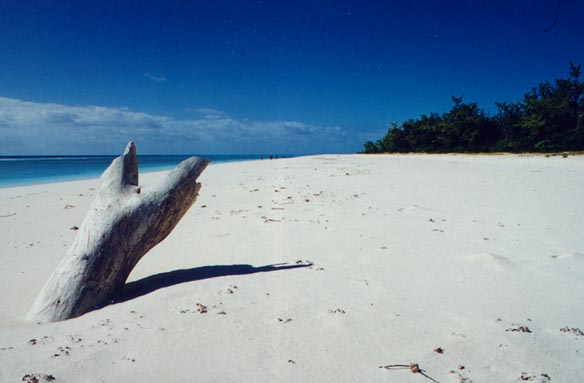
沙灘
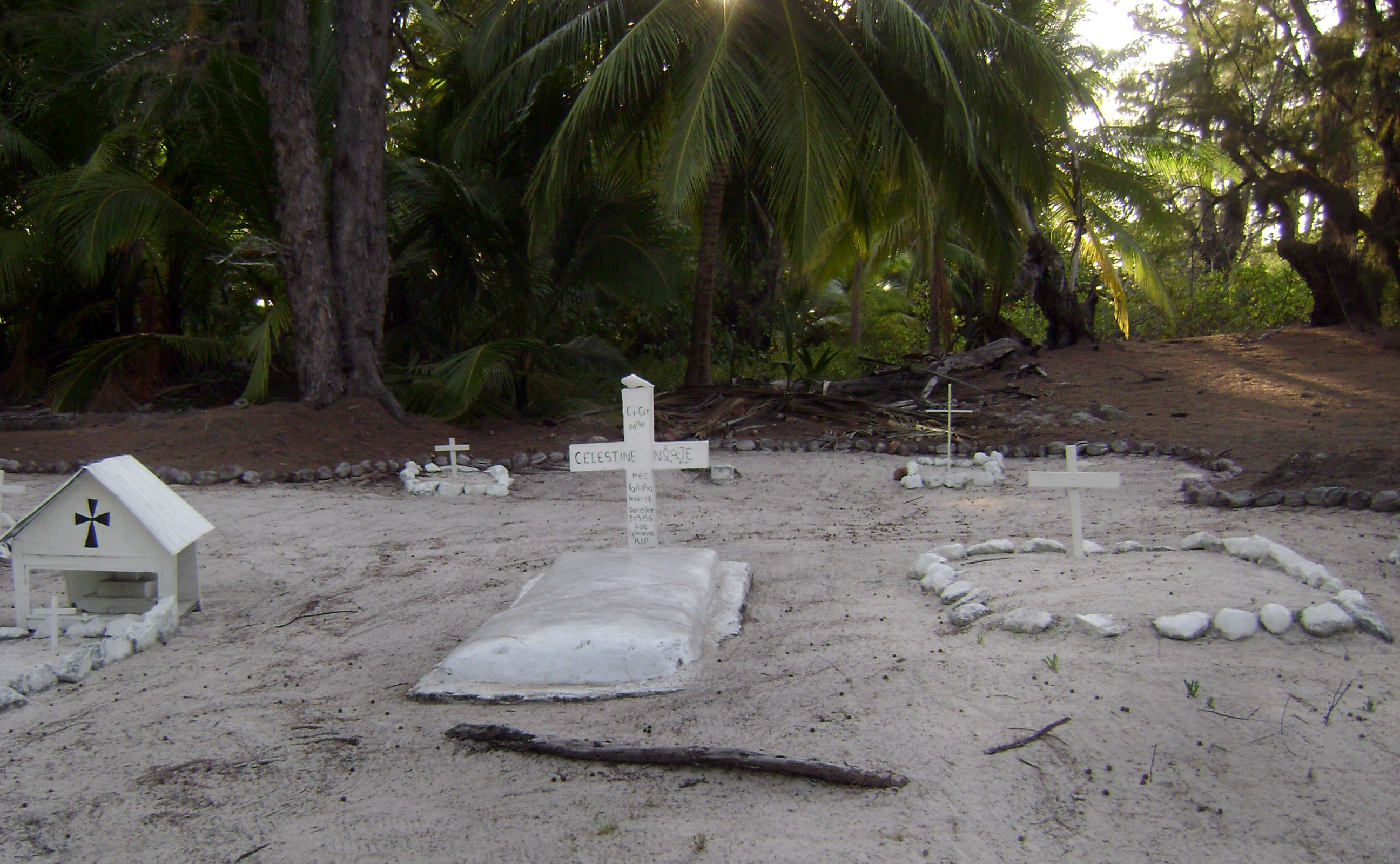
島上有一個小墓園